# Morimus funereus
Morimus funereus é uma espécie de escaravelho da família Cerambycidae.
Pode ser encontrada nos seguintes países: República Checa, Alemanha, Hungria, Moldávia, Roménia, Sérvia e Montenegro, Eslováquia e Ucrânia.